# Mir-Jam
Milica Jakovljević, pseudonim Mir-Jam, (în sârbă Милица Јаковљевић, Мир-Јам, n. 22 aprilie 1887, Яgodina, Districtul Pomoravlje, Serbia – d. 22 decembrie 1952, Belgrad, RP Serbia, RSF Iugoslavia) a fost o scriitoare și jurnalistă sârbă. Romanele ei istorice care au loc în mai multe perioade au fost adaptate cu succes de către Radio Televiziunea Sârbă în serialele TV foarte populare. Mir-Jam scris și povestiri de dragoste și piese de teatru (Tamo daleko sau Emancipovana porodica).

## Biografie
Ea s-a născut la 22 aprilie 1887 în Jagodina. A locuit la Kragujevac, dar s-a mutat la Belgrad după primul război mondial. A lucrat ca jurnalistă la Beogradske Novosti și, apoi, la Nedeljne Ilustracije. În această perioadă a publicat multe povestiri de dragoste și romane sub pseudonimul Mir-Jam. Opera sa constă în povestiri de dragoste ușor de citit, scrise într-un stil foarte pitoresc și descriptiv, ceea ce i-a adus o popularitate constantă până în zilele noastre. Valoarea operei sale constă în reprezentarea detaliată și realistă a vieții de zi cu zi din Iugoslavia, între Războaiele Mondiale. Din această cauză, a fost poreclită Jane Austen a Serbiei. 
Ea a vorbit fluent în limbile rusă și franceză. Cu toate că a scris frecvent despre căsătorie, nu a fost niciodată căsătorită. A murit la Belgrad la 22 decembrie 1952. Mir-Jam a fost sora scriitorului Stevan Jakovljević. 
Mir-Jam s-a bucurat de o reînviere a popularității atunci când romanul ei Ranjeni orao (Vulturul rănit) a fost adaptat într-un serial TV regizat de Zdravko Šotra care a fost difuzat pe RTS între 2008 și 2009. Pe baza popularității serialului Ranjeni orao,  la 26 iunie 2009 au început filmările la Greh njene majke, o altă adaptare TV a unui romanul al său, noul serial a avut și acesta un nivel ridicat de popularitate. Opera sa Nepobedivo srce a fost, de asemenea, adaptată în 2011 pentru televiziune. 

## Lucrări scrise

### Romane
- Ranjeni orao [5] (Vulturul rănit)

Romanul și serialul TV bazat pe roman au loc în Regatul Iugoslaviei între cele două războaie mondiale și prezintă viața amoroasă a tinerei și naivei protagoniste Anđelka Bojanić. După ce s-a căsătorit cu un avocat din Muntenegru, ea își dă seama rapid că a făcut o greșeală. Deoarece și-a pierdut virginitatea înainte, în anii adolescenți, soțul ei, care află acest lucru după ce s-a căsătorit cu ea, divorțează repede de ea. Anđelka se mută în Trebinje pentru a-și reface viața. Aici întâlnește oameni noi, noua ei iubire și, cel mai important, trecutul ei o prinde din urmă.
- To je bilo jedne noći na Jadranu (O noapte pe Marea Adriatică)
- Nepobedivo srce (Inima Invincibilă)
- Otmica muškarca (Răpirea unui bărbat)

Romanul și serialul TV bazat pe roman au loc în perioada anterioară celui de-al Doilea Război Mondial în Serbia. Personajul principal este Neda, o tânără fată care a rămas orfană într-un mod tragic. Singură pe lume, ea începe să lupte pentru un loc în societate și viață încercând să-și dea seama ce a fost odată mama ei și de ce trebuie să-i plătească „păcatul”. Serialul a fost difuzat de Radio Televiziunea Sârbă în perioada 20 noiembrie 2009 - 12 martie 2010. 
- Greh njene majke (Păcatul mamei ei)
- U slovenačkim gorama (În Munții Sloveniei)
- Mala supruga (O mică soție)
- Samac u braku (Singură în căsătorie)
- Izdanci Šumadije (Originile Sumadijei)

### Colecții de povestiri
- Dama u plavom (Doamna în albastru)
- Časna reč muškarca (Cuvântul de onoare al unui bărbat)
- Sve one vole ljubav (Tuturor le place dragostea)
- Devojka sa zelenim ocima (Fata cu ochi verzi)
- Prvi sneg (Prima Zăpadă)

### Piese de teatru
- Tamo daleko (Undeva departe)
- Emancipovana porodica (Familia emancipată)